# Velić (arheološko nalazište)
Velić je arheološko nalazište kod Trilja.

## Opis
Arheološko nalazište Velić nalazi se između sela Jabuke i Velića kod Trilja, sjeverno od magistralne ceste Trilj - Livno. Arheološkim pregledom terena obavljenim tijekom 2011. godine otkriveni su arhitektonski ostatci bedema i zidova na osnovu kojih se može pretpostaviti da je riječ o utvrđenom antičkom naselju.

## Zaštita
Pod oznakom Z-5709 zavedena je kao nepokretno kulturno dobro - pojedinačno, pravna statusa zaštićena kulturnog dobra, klasificirano kao "arheološka baština".